# Francisco Teixeira (militar)

Em 1965

Francisco Teixeira (Rio de Janeiro, 26 de janeiro de 1911 — Rio de Janeiro, 10 de janeiro de 1986) foi um militar brasileiro que atingiu a patente de major-brigadeiro na Força Aérea Brasileira (FAB), comandando a III Zona Aérea, no Rio de Janeiro, de 1962 a 1964.

## Biografia
Iniciou sua carreira militar na Marinha, estudando na Escola Naval a partir de 1927 e ingressando na Aviação Naval. Combateu no lado legalista na Revolução Constitucionalista de 1932 e na Intentona Comunista de 1935 e apoiou o governo de Getúlio Vargas no Estado Novo. Em 1941 tornou-se membro da recém-criada FAB com a incorporação da Aviação Naval à nova arma. Na Segunda Guerra Mundial foi subcomandante da Base Aérea do Recife de 1942 a 1944, primeiro como major-aviador e depois como tenente-coronel-aviador, participando de missões de patrulha no litoral nordestino contra a ameaça dos submarinos do Eixo.
Defendeu a posse de Vargas como Presidente em 1950 e no Clube Militar juntou-se à chapa nacionalista de Newton Estillac Leal, participando das campanhas do “O petróleo é nosso” (através da revista do Clube) e contra o envolvimento brasileiro na Guerra da Coreia. Em 1954, quando era coronel-aviador na chefia do Estado-Maior do Comando de Transporte, foi afastado após a posse de Café Filho por seu alinhamento a Vargas. Em 1955 defendeu a posse de Juscelino Kubitschek no Movimento de 11 de Novembro e em seguida comandou a Base Aérea do Galeão, centro do movimento contrário ao novo presidente, cujo mandato também defendeu combatendo as revoltas de Jacareacanga, em 1956, e de Aragarças, em 1959. Em Aragarças comandou o grupo de aviões que levou paraquedistas ao local. Em 1957 foi promovido a brigadeiro.
Em 1961 foi um de numerosos oficiais presos em meio à tentativa dos ministros militares de impedir a posse de João Goulart como presidente. No novo governo comandou a III Zona Aérea, no Rio de Janeiro, a partir de 1962, um comando poderoso, integrando o dispositivo militar de sustentação do governo. A Base Aérea de Santa Cruz, do coronel Rui Moreira Lima, estava subordinada. Foi um dos negociantes do desfecho da Revolta dos Marinheiros de 1964.
Foi considerado líder na Aeronáutica na facção dos oficiais nacionalistas, apelidada pelos adversários de “grupo melancia: verde por fora e vermelho por dentro”. Na realidade Teixeira era um dos oficiais de esquerda, ligados ao Partido Comunista Brasileiro (PCB) e distintos dos oficiais nacionalistas ligados ao Partido Trabalhista Brasileiro (PTB). Segundo sua filha, apesar de combater os comunistas em 1935 ele sempre foi de esquerda, tornando-se amigo de Luís Carlos Prestes e clandestinamente se ligando ao partido. Publicamente ele não revelava sua ideologia, mas integrava a base militar do PCB, o “Setor Mil”.
Em 31 de março de 1964, ao saber do coronel Afrânio de Aguiar, comandante da Base Aérea de Belo Horizonte, de sua adesão ao golpe de Estado deflagrado em Minas Gerais, demitiu-o e bateu o telefone. Ele foi surpreendido pela deflagração. Luís Carlos Prestes telefonou, sugerindo que bombardeasse o Palácio Guanabara, sede do governador oposicionista Carlos Lacerda, mas ele respondeu que “meus tenentes já estão todos do outro lado”. Giocondo Dias fez a mesma sugestão, mas ouviu de Teixeira que não poderia agir sem ordens do presidente. Além desses motivos, um bombardeio ao Palácio poria em risco os moradores dos edifícios vizinhos. Teixeira também não usou sua força contra a Operação Popeye. Por outro lado, era favorável a um ataque ao Palácio Guanabara com uma pequena força terrestre.
Com a concretização do golpe de Estado, foi exonerado, preso, teve os direitos políticos e cidadania suspensos por dez anos, foi afastado da FAB, teve sua carteira de piloto cassada e foi considerado oficialmente morto, com sua esposa recebendo pensão de viúva. Desde 1964 juntou-se com políticos e militares de esquerda no “Grupo do Rio”, envolvido em algumas tentativas de reação ao governo de Castelo Branco, como a Frente Ampla e a conspiração para o “contragolpe” do governador paulista Ademar de Barros. Entretanto, julgava a luta armada inviável. Em 1969 foi novamente preso com a posse de Emilio Garrastazú Médici.
Na segunda metade da década de 1970 defendeu a anistia dos punidos após o golpe de 1964, sendo pessoalmente beneficiado pela Lei da Anistia em 1980. Liderava um grupo de militares ligados ao PCB, unindo-se à Associação dos Militares Cassados (AMIC) para formar a Associação Democrática e Nacionalista dos Militares (ADNAM) em 1983.
Foi pai do economista Aloísio Teixeira.

### Citações
1. 1 2 3 4 5 6 7 8  CPDOC FGV 2001, TEIXEIRA, Francisco.
2. 1 2  ABI, 22 de julho de 2011.
3. ↑  Markun & Urchoeguia 2017, cap. 8.
4. ↑  Faria 2013, p. 354-355.
5. ↑  Castro & Oliveira 2005, p. 181.
6. ↑  Faria 2013, p. 352.
7. 1 2  Gaspari 2014.
8. 1 2  Correio Braziliense, 1 de abril de 2009.
9. ↑  Gomes 1964, p. 114-115.
10. ↑  Faria 2013, p. 355.
11. ↑  Faria 2013, p. 430.
12. ↑  Maciel 2009, p. 104.
13. ↑  Ferreira 2011, p. 473.
14. ↑  Ruiz 2018, p. 23, 88 e 99.
15. ↑  Conceição 2015, p. 141.
16. ↑  Netto 2012.